# Tineigidia aegyptiaca
Tineigidia aegyptiaca là một loài bướm đêm trong họ Geometridae.